# European Federation of American Football
Die European Federation of American Football (EFAF) war der europäische Dachverband für American Football mit Sitz in Frankfurt am Main, Deutschland. Zu den Aufgaben der EFAF gehörte es Wettbewerbe auf europäischer Ebene für die Bereiche American Football, Flag Football sowie Cheerleading zu organisieren. Gegründet wurde der Verband Ende 1993, als Nachfolgeverband der EFL. 2014 wurde der Verband aufgelöst und von der 2012 gegründeten IFAF Europe abgelöst.

## Vorgänger
1981 entstand die American Football European Federation (AFEF), die im Juli 1982 durch die Verbände Deutschlands, Finnlands, Frankreichs, Italiens und Österreichs gegründet wurde. Sie veranstaltete die erste Europameisterschaft 1983. 1985 wurde der Verband nach dem Beitritt Großbritanniens, der Niederlande und der Schweiz in European Football League (EFL) umbenannt und veranstaltete zusätzlich einen Europapokalwettbewerb gleichen Namens.

## Mitglieder
Zuletzt waren 22 nationale Footballverbände Vollmitglieder in der EFAF, wobei bei einigen Gründungsjahr und Mitgliederzahlen angegeben sind:
| - Belarus - Belgien BFL - Dänemark DAFF 1989, 2800 Spieler, 600 Flagspieler, 3400 Mitglieder, 65 Vereine, 140 Mannschaften - Deutschland AFVD 1982, 28000 Spieler, 8000 Flagspieler, 41000 Mitglieder, 250 Vereine, 345 Mannschaften, dazu 5.000 Cheerleader - Finnland SAJL 1979, 1200 Spieler - Frankreich FFFA 1983, 4703 Spieler, 7680 Flagspieler, 174 Mannschaften - Irland IAFA 2001, 500 Spieler, 320 Flagspieler - Italien FIDAF 2002, 2159 Spieler, 214 Flagspieler - Kroatien HSAN - Luxemburg 2008 (1994) - Niederlande AFBN 1984, 1125 Spieler, 375 Flagspieler - Norwegen NAIF | - Österreich AFBÖ 1983, 1500 Spieler, 300 Flagspieler - Polen PZFA 2004, 450 Spieler, 70 Flagspieler - Russland 1996, 1200 Spieler, 1200 Flagspieler - Schweden SAF 1979, 2000 Spieler, 200 Flagspieler - Schweiz SAFV 1982, 1000 Spieler, 500 Flagspieler - Serbien SAFS 2004, 1500 Spieler, 200 Flagspieler - Spanien FEFA 1994, 1050 Spieler, 1500 Flagspieler - Tschechien ČAAF - Türkei - Ukraine 2005, 336 Spieler - Ungarn MAFSZ - Vereinigtes Königreich BAFA |

Eine assoziierte Mitgliedschaft bestand von:
- Moldau 2001, 60 Spieler, 48 Flagspieler

Eine vorläufige Mitgliedschaft besteht von:
- Rumänien
- Georgien

Eine Zusammenarbeit gibt es mit den Verbänden aus:
- Estland
- Portugal 150 Spieler, 50 Flagspieler
- Slowakei
- Slowenien

## Europäische Wettbewerbe

### Wettbewerbe für Vereinsmannschaften
- European Football League (EFL) mit dem Eurobowl als Finale, bis 2013 höchster Wettbewerb für Vereinsmannschaften
- EFAF Cup, 2002 bis 2013 zweithöchster Wettbewerb
- EFL bzw. EFAF Scandinavian Cup, 1987 bis 1995 zweithöchster Wettbewerb für nordeuropäische Mannschaften
- Fed Cup, 1997 und 1998 zweithöchster Wettbewerb für Länder im Süden und Osten Europas
- Euro Cup, 1996 bis 1999 zweithöchster Wettbewerb für Mannschaften schwächerer Länder im Norden und Westen Europas
- EFAF Atlantic Cup, ab 2009 dritthöchster Wettbewerb für westeuropäische Mannschaften
- EFAF Challenge Cup, 2009 und 2010 dritthöchster Wettbewerb für osteuropäische Mannschaften

### Wettbewerb für Nationalmannschaften
- Europameisterschaft der Nationalmannschaften für Senioren und Junioren
- Allstar European, Europas beste Jugendspieler traten im Vorfeld des Super Bowls der National Football League (NFL) gegen Teams anderer Kontinente an (wurde 2004 durch die Teilnahme des Junioren-Europameisters bzw. Vizemeisters ersetzt)
- EuroFlag, Europameisterschaft der Flag-Nationalmannschaften
- Cheerleader-Europameisterschaft